# 21275 Тосіясу
21275 Тосіясу (21275 Tosiyasu) — астероїд головного поясу, відкритий 23 вересня 1996 року.
Тіссеранів параметр щодо Юпітера — 3,662.
Названо на честь Тосіясу (яп. としやす(利安) тосіясу).